# 布雷特维尔
布雷特维尔（法語：Bretteville，法語發音：[bʁɛtvil]）是法国芒什省的一个市镇，属于瑟堡区。

## 地理
布雷特维尔（49°39'22"N, 1°31'14"W）面积5.78 平方千米，位于法国诺曼底大区芒什省，该省份为法国西北部沿海省份，西、北、东北三面环大西洋，东起顺时针与卡爾瓦多斯省、奧恩省、马耶讷省和伊勒-维莱讷省接壤。
与布雷特维尔接壤的市镇（或旧市镇、城区）包括：滨海莫佩尔蒂、迪戈维尔、戈讷维尔-勒泰伊。

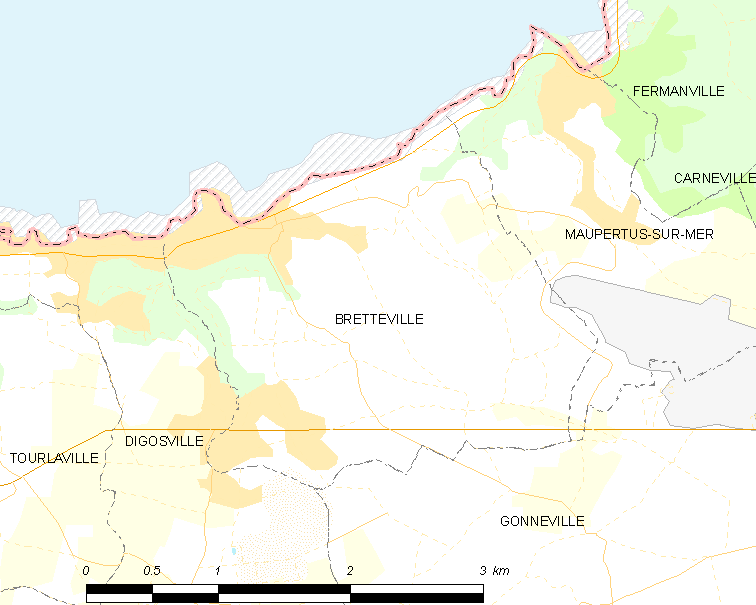
布雷特维尔的OSM定位图

布雷特维尔的时区为UTC+01:00、UTC+02:00（夏令时）。

## 行政
布雷特维尔的邮政编码为50110，INSEE市镇编码为50077。

## 政治
布雷特维尔所属的省级选区为科唐坦地区瑟堡第五县。

## 人口

1962-2008年间布雷特维尔人口变化图示

布雷特维尔于2022年1月1日时的人口数量为1006人。